# Estofado Brunswick

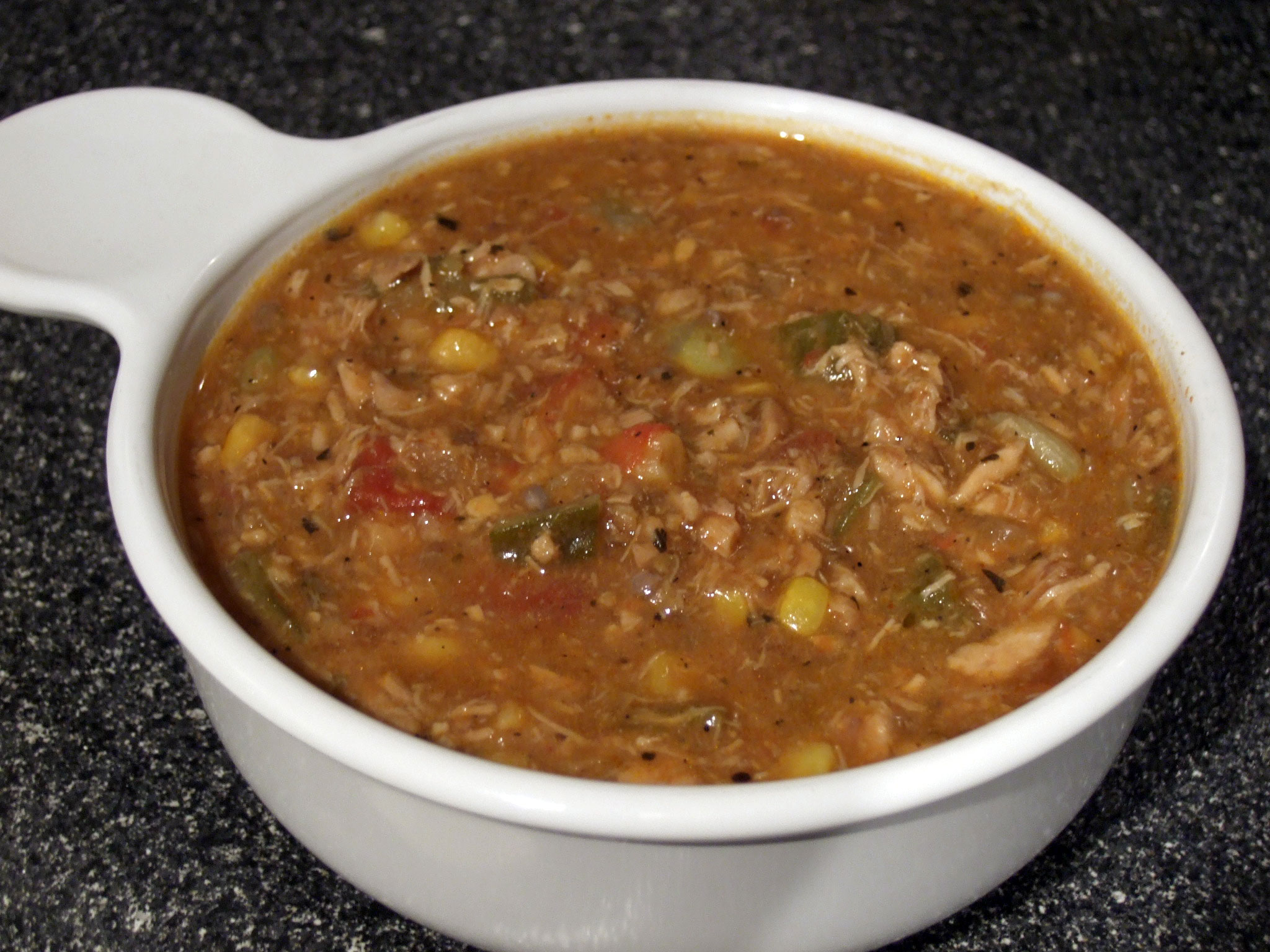
Estofado Brunswick hecho con pollo.

El estofado Brunswick es un plato tradicional del sur de los Estados Unidos. Su origen es incierto, y hay dos lugares que reclaman su paternidad. En algunas partes del sur (especialmente Georgia) se conoce también como hash.

## Descripción
Las recetas para el estofado Brunswick varían mucho, pero suele ser un estofado a base de tomate conteniendo varios tipos de judía de Lima, maíz, ocra y otra verdura, y uno o más tipos de carne. La mayoría de recetas que reclaman ser la auténtica incluyen carne de ardilla o conejo, pero la de pollo, cerdo y ternera también son comunes. Algunas versiones tienen un peculiar sabor ahumado.
El estofado se parece esencialmente a una sopa de verdura muy espesa con carne. El factor clave diferenciador entre ésta y el estofado de Brunswick es la consistencia: este debe ser espeso, pues en otro caso sería sopa de verdura con carne. La mayoría de recetas incluye más carne y verdura que caldo.
La diferencia principal entre las versiones de Georgia y Virginia es el tipo de carne usada. La versión de Virginia tiende a preferir pollo como carne principal, junto con conejo. La de Georgia tiende a preferir cerdo y ternera con ardilla. Como no hay versión «oficial» del estofado Brunswick, es posible encontrar pollo, cerdo, ternera y otras carnes incluidas en la misma receta. Los habitantes de Carolina del Norte son famosos por su propia mezcla única, igualmente espesa y a base de tomate, con trozos de pechuga de pollo y pulled pork asado al estilo del estado como carne.

## Debate sobre el origen
Existe cierto debate sobre si el estofado Brunswick se hacía originalmente cerca de la ciudad de Brunswick (Georgia), en el Condado de Brunswick (Virginia) o en la ciudad de Leland, ubicada en el Condado de Brunswick (Carolina del Norte).
En Georgia, una placa sobre una olla afirma en Brunswick que el primer estofado Brunswick fue cocido en ella el 2 de julio de 1898, en la cercana isla St. Simons. Sin embargo, otra versión afirma que el plato procede del Condado de Brunswick County, en Virginia. Según una leyenda, el cocinero de campo de un legislador del estado de Virginia inventó la receta en 1828 durante una expedición de caza, y todo el mundo quedó cautivado por ella.
En la mayoría de las regiones en las que se vende estofado Brunswick para recolectar fondos, se cocina en grandes ollas de hierro puestos sobre fuego abierto o gas. A diferencia de la sopa, el estofado suele dejarse cocer a fuego lento durante largos periodos de tiempo. Esto puede atribuirse a la antigua tradición de hacer la carne de caza estofada, ya que necesitaban mucha cocción para asegurar que quedara tierna.

## Marcas
Una popular marca de estofado Brunswick enlatado es Mrs. Fearnow's. En los años 1920 Lillie Pearl Fearnow empezó a elaborar su estofado en Hope Farm (Virginia), que sigue haciéndose todavía según la misma receta.